# 9M117 Bastion
Le  9M117 Bastion  est un missile antichar guidé par laser produit d'abord en Union Soviétique puis en Russie depuis 1981 par KBP Instrument Design Bureau.

## Technique
Le missile ressemble à un obus de 100 mm standard et est conçu pour être tiré par le canon d'un char de combat ou autre véhicule blindé. Il est formé d'une petite charge explosive qui l'éjecte du canon à une vitesse 400 à 500 m/s. Une seconde et demie après l'impact la charge propulsive brûle pendant six secondes. Il peut utiliser les missiles AT-10 Stabber, 9K118 Sheksna (AT-12 Swinger), les missiles tirés par canon 3UBK12 ; le projectile de 100 mm est entré en service en 1981.

### Variantes
Le 9M117 Bastion perçant 500 mm de Blindage homogène laminé tiré par : 
- 100 mm 3UBK10 (MT-12 Rapira)
- 100 mm 3UBK10-1 (T-55)
- 115 mm 3UBK10-2 (T-62)
- 100 mm 3UBK10-3 (BMP-3)

Le 9M117M1 Arkan dispose d'une ogive à charge creuse en tandem pouvant percer 500 mm de blindage homogène laminé.

## Engagements
- Guerre Russo-Ukrainienne.